# Quatiella truncata

Quatiella truncata  (лат.) — вид мирмекофильных двукрылых насекомых из семейства бабочницы (Psychodidae). Южная Америка, Бразилия (Bahia).

## Описание
Мелкие мирмекофильные бабочницы, длина тела около 2 мм. Голова округлая. Жгутик усика 14-члениковый, скапус цилиндрический. Щупики 4-члениковые: 1,0:1,7:2,0:2,8. Обнаружены в муравейнике Solenopsis virulens вместе с Trichomyia myrmecophila и Trichomyia annae Bravo 2001. Вид был впервые описан в 2015 году группой бразильских энтомологов (Pereira T. P. L., F. Bravo).